# Mouretia inaequalis
Mouretia inaequalis là một loài thực vật có hoa trong họ Thiến thảo. Loài này được (H.S.Lo) Tange mô tả khoa học đầu tiên năm 1997.